# Paul Guggenheim

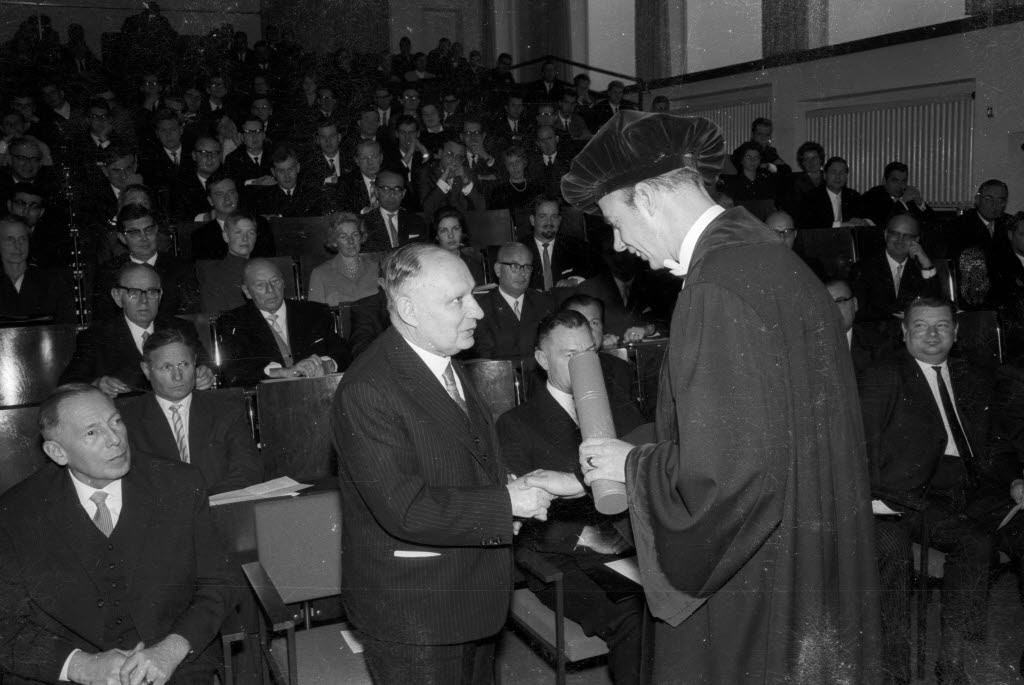
Verleihung der Ehrendoktorwürde der Christian-Albrechts-Universität an Paul Guggenheim (1964)

Paul Guggenheim (geb. 15. September 1899 in Zürich; gest. 31. August 1977 in Genf) war ein Schweizer Völkerrechtler.

## Leben
Guggenheims Vater war ebenfalls Jurist, er selbst studierte Rechtswissenschaft an den Universitäten Zürich, Genf, Rom und Berlin. 1924 wurde er promoviert und war 1927 für kurze Zeit Abteilungsleiter für internationales Recht an der Universität Kiel, bevor er sich im folgenden Jahr habilitierte. Zwischen 1932 und 1958 lehrte er in Den Haag. Ab 1952 war er Mitglied des Ständigen Schiedshofs in Den Haag. Am Internationalen Gerichtshof fungierte er nach Nominierung durch Liechtenstein im Nottebohm-Fall als Ad-hoc-Richter. Von 1955 bis 1965 war er ordentlicher Professor am Institut universitaire des hautes études in Genf.
Die Amerikanische Gesellschaft für internationales Recht ernannte Paul Guggenheim 1963 zum Ehrenmitglied und verlieh ihm 1970 mit der Manley-O.-Hudson-Medaille ihre höchste Auszeichnung. 1964 wurde er Ehrendoktor der Christian-Albrechts-Universität zu Kiel.
1979 wurde in seinem Gedenken eine Stiftung gegründet, die seit 1980 zweijährlich einen mit 15.000 SFr dotierten Preis verleiht an junge Forscher auf dem Gebiet des internationalen Rechts. 2017 teilten sich den Preis Marina Aksenova und Vladyslav Lanovoy.

## Hauptwerke
- Lehrbuch des Völkerrechts unter Berücksichtigung der internationalen und schweizerischen Praxis. 2 Bände. Verlag für Recht und Gesellschaft, Basel 1948–1951
- Traité de droit international public. 2 Bände. Georg, Genf 1953 f.